# Gastroboletus fascifer
Gastroboletus fascifer är en svampart som beskrevs av Singer & A.H. Sm. 1964. Gastroboletus fascifer ingår i släktet Gastroboletus och familjen Boletaceae.   Inga underarter finns listade i Catalogue of Life.